# Synthèse de Madelung
La synthèse de Madelung, développée en 1912, est une réaction permettant la fabrication d'indole (substitué ou non substitué) par la cyclisation intramoléculaire d'un N-phénylamide. Elle se fait à haute température en présence d'une base forte. 
Cette méthode a l'inconvénient de s'effectuer à partir d'un réactif de départ devant être lui-même synthétisé. Elle ne constitue donc que la dernière étape d'une chaîne de réaction passant par un N-phénylamide.